# سيكا أليكسيتش
سيكا أليكسيتش (بالصربية: Сека Алексић) واسمها الحقيقي هو سفيتلانا بيليكيتش (بالصربية: Светлана Пиљикић) هي مغنية وممثلة صربية بوسنية ولدت في يوم 23 أبريل 1981 في بلدة زفورنيك في جمهورية البوسنة والهرسك الاشتراكية لعائلة من صرب البوسنة والهرسك. بدأت الغناء في سنة 2002، حيث وقعت عقدها الأول مع شركة غراند للإنتاج وأنتجت منذ ذلك الحين ثمانية ألبومات. وقد اشتهرت بألبوم بلقان في سنة 2003، وبألبوم كراليكا والتي بيعت 300 ألف نسخة منها، وأصبح أعلى الألبومات الصربية مبيعاً في التاريخ. أدت دور صغير في فيلم نحن لسنا ملائكة 3: الروك والرول يضرب مرة أخرى في سنة 2006. هي متزوجة من فيليجو بيليكيتش منذ سنة 2010 ولها ولدين منه.